# Allerheiligen im Mürztal
Allerheiligen im Mürztal war bis Ende 2014 eine Gemeinde mit 1.953 Einwohnern (Stand 1. Jänner 2014) im Gerichtsbezirk Mürzzuschlag und im politischen Bezirk Bruck-Mürzzuschlag im österreichischen Bundesland Steiermark. Im Rahmen der Gemeindestrukturreform in der Steiermark wurde sie ab 1. Jänner 2015 gemeinsam mit der ehemaligen Gemeinde Mürzhofen bei der Stadtgemeinde Kindberg eingemeindet. Die neue Gemeinde trägt den Namen Kindberg und ist weiterhin Stadtgemeinde. Grundlage dafür ist das Steiermärkische Gemeindestrukturreformgesetz – StGsrG.

## Geografische Lage

### Geografie
Allerheiligen liegt ca. 14 km nordöstlich der Bezirkshauptstadt Bruck an der Mur und ca. 30 km südwestlich von Mürzzuschlag.

### Geologie
Das Gemeindegebiet ist ein besonders interessantes Gebiet in Bezug auf den geologischen Aufbau. Von der Grauwackenzone bis zum kristallinen und Devonkalk ist alles vorhanden. Am Eibeggsattel sind Vorkommen von Magnesit festgestellt worden. Am Fuße des Hochschlages sind noch Stollen vorhanden, wo Spateisen abgebaut wurde. Ein Alabastergipswerk wurde bis vor einigen Jahrzehnten noch in Edelsdorf betrieben.

### Gliederung
Die ehemalige Gemeinde gliederte sich in vier Katastralgemeinden (Fläche Stand 31. Dezember 2023):
- Allerheiligen (213,12 ha)
- Edelsdorf (1.049,02 ha)
- Jaßnitztal (2.532,26 ha)
- Sölsnitz (925,16 ha)

Ortschaften waren (Einwohner 2017):
- Allerheiligen im Mürztal (268)
- Edelsdorf (373)
- Jasnitz (218)
- Leopersdorf (471)
- Sölsnitz (111)
- Wieden (483)

### Nachbargemeinden der ehemaligen Gemeinde
Kindberg, Stanz im Mürztal, Breitenau am Hochlantsch, Frauenberg, Sankt Marein im Mürztal, Mürzhofen, und Sankt Lorenzen im Mürztal

## Geschichte
Allerheiligen wurde von den Slawen, gefolgt von den Bajuwaren besiedelt. Man nimmt an, dass um 800 – 1000 n. Chr. ein Stammhof etwa dort gestanden ist, wo heute die Schule steht. Eine Schenkungsurkunde aus dem Jahre 1065 bezieht sich auf die „Hube zu Sölsnitz“, welche die Stubenberger dem Stift Admont schenkten. Die erste urkundliche Erwähnung erfolgt im Jahre 1154. Das Gotteshaus im Ort Kapellen wird allen Heiligen geweiht – daher „Allerheiligen“.

## Politik
Bürgermeister war bis Ende 2014 Erich Lackner (SPÖ).

### Wappen
In Rot wachsend ein goldenes durchbrochenes gotisches Fenster mit einem Maßwerk, oben in Blau, mit den inneren seitlichen Streben und dem zweibögigen unteren Maßwerk mit hängender Lilie in Rot.

## Verkehr
An der Südbahn liegt die Haltestelle Allerheiligen-Mürztal. Es halten zahlreiche Regionalzüge die grundsätzlich in Richtung Bruck an der Mur bzw. Mürzzuschlag fahren. Doch oft werden die Züge nach Leoben, Friesach, Neumarkt, Unzmarkt, Graz und Spielfeld-Straß verlängert.

## Kultur und Sehenswürdigkeiten

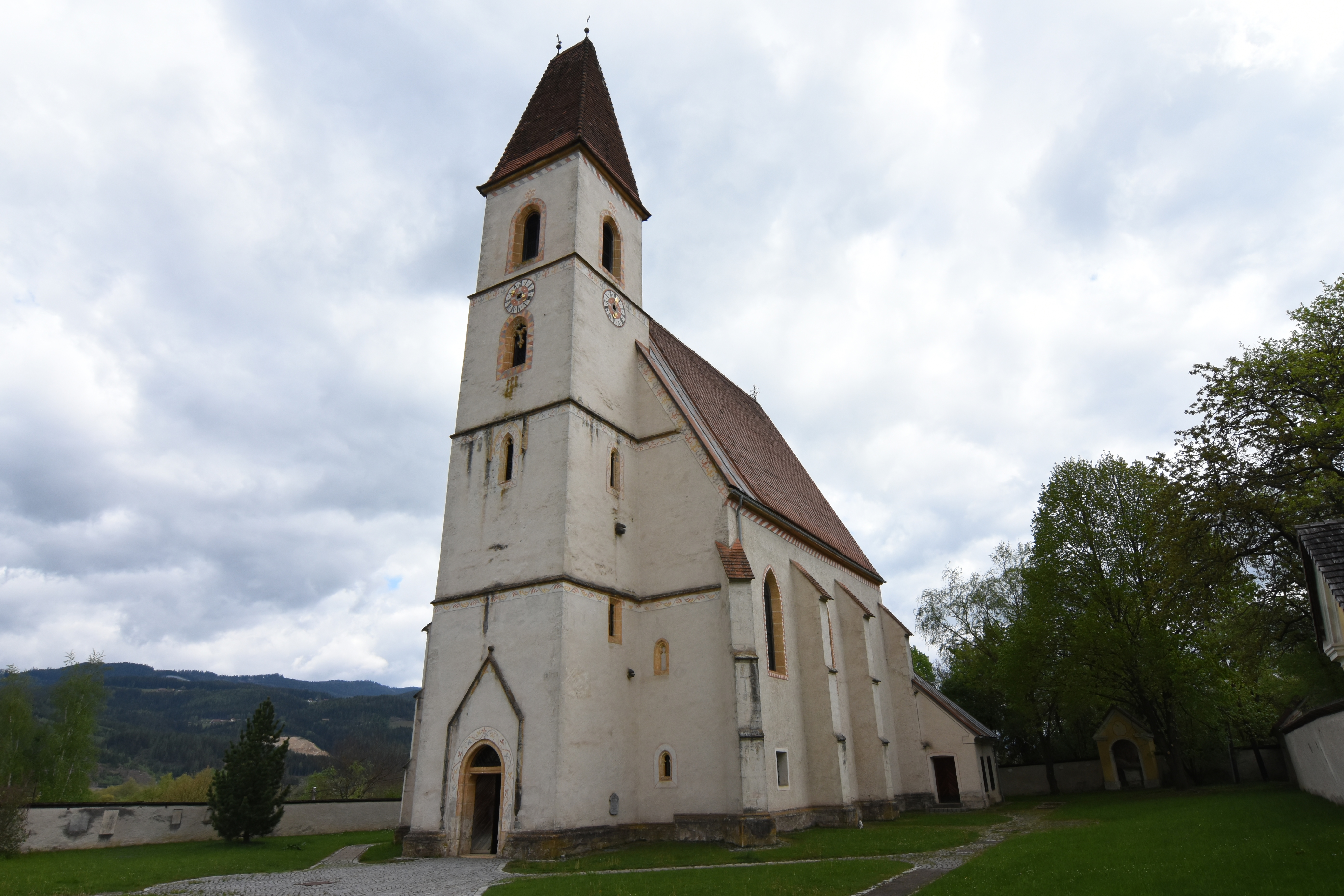
Pfarrkirche Allerheiligen im Mürztal

- Die römisch-katholische Pfarrkirche Allerheiligen ist eine bemerkenswerte spätgotische Hallenkirche aus dem 15. Jahrhundert.

## Persönlichkeiten

### Ehrenbürger
- Josef Krainer (1903–1971), Landeshauptmann der Steiermark 1948–1971
- Kurt Krzywon, Bürgermeister
- Friedrich Salchenegger, Bürgermeister[4]

### Söhne und Töchter der Gemeinde
- Anton Maier (1876–1955), Politiker der CS, Mitglied der Konstituierenden Nationalversammlung 1919–1920, Abgeordneter zum Nationalrat 1920–1927, Bürgermeister von Sankt Radegund bei Graz 1946–1950
- Anton Pirchegger (1885–1949), Landeshauptmann der Steiermark 1945–1948
- Simon Pirchegger (1889–1946), Priester und Slawist